# Organylgruppe
Eine Organylgruppe ist in der organischen Chemie und in der metallorganischen Chemie ein organischer Rest – unabhängig davon, welche funktionelle Gruppe darin enthalten ist – mit einer oder seltener mehreren freien Valenzen an einem Kohlenstoffatom. Der Begriff wird häufig in der chemischen Patentliteratur benutzt, um in den Patentansprüchen den Umfang eines Schutzes breit zu definieren.

## Beispiele
- Acetonylgruppe
- Acylgruppe (z. B. Acetylgruppe, Benzoylgruppe)
- Alkylgruppe (z. B. Methylgruppe, Ethylgruppe)
- Alkenylgruppe (z. B. Vinylgruppe, Allylgruppe)
- Alkinylgruppe (Propargylgruppe)
- Aminocarbonylgruppe
- Ampicilloylgruppe (ein Rest, abgeleitet von Ampicillin)
- Arylgruppe (z. B. Phenylgruppe, 1-Naphthylgruppe, 2-Naphthylgruppe, 2-Thiophenylgruppe, 2,4-Dinitrophenylgruppe)
- Alkylarylgruppe (z. B. Benzylgruppe, Triphenylmethylgruppe)
- Benzyloxycarbonyl-Gruppe (Cbz)
- tert-Butoxycarbonylgruppe (Boc)
- Carboxygruppe
- (Fluoren-9-ylmethoxy)carbonylgruppe (Fmoc)
- Furfurylgruppe
- Glycidylgruppe
- Halogenalkylgruppe (z. B. Chlormethylgruppe, Trifluormethylgruppe)
- Indolylgruppe
- Nitrilgruppe
- Nucleosidylgruppe